# Białoruski Park Wysokich Technologii
Białoruski Park Wysokich Technologii (biał. Парк высокіх тэхналёгіяў) — projekt mający na celu stworzenie na Białorusi sprzyjających warunków dla zorientowanego na eksport przemysłu programistycznego, rozwój innej wytwórczości na eksport opartej na nowych, wysokich technologiach, a także koncentracja potencjału kadrowego, naukowo-wytwórczego i inwestycyjno-finansowego.
Pomysł stworzenia białoruskiej „Doliny Krzemowej” zaczęto omawiać w 2004 roku. Dekret Nr 12 „O Parku Wysokich Technologii” został podpisany przez przywódcę Białorusi 22 września 2005 roku. Od 7 października 2005 roku dyrektorem administracji Parku jest Waleryj Capkała.
Park położony będzie w Mińsku na powierzchni 106,8 ha, na terenie Miasteczka Akademickiego, niedaleko dzielnicy Urucze. Budowa powinna rozpocząć się w 2008 roku, a w 2007 na terenie parku planowane jest zakończenie przedłużającej się budowy Instytutu Fizyki Narodowej Akademii Nauk Białorusi. W budynku tym wprowadzone będą preferencyjne opłaty za wynajem w celu przyciągnięcia początkujących i małych firm.

## Warunki pracy
Zgodnie z dekretem prezydenta, rezydenci Parku zwolnieni są od płacenia podatków, zbiórek i innych obowiązkowych płatności do budżetu państwowego, państwowych budżetowych i pozabudżetowych funduszy celowych. Oprócz tego, obowiązywać ich będą obniżone opłaty za ubezpieczenia.
W ocenie premiera Białorusi Siarhieja Sidorskiego stworzenie Parku Wysokich Technologii pozwoli już za 3–4 lata produkować oprogramowanie o wartości 350 mln dolarów amerykańskich i zatrudniać w tej branży 15 tysięcy ludzi.

## Uczestnicy
10 czerwca 2008 w Parku Wysokich Technologii zarejestrowanych było 46 rezydentów – 57% stworzonych przez białoruskich fundatorów, 15% przez przedsiębiorstwa białorusko-zagraniczne i 28% przez organizacje z całkowitym kapitałem zagranicznym. W parku pracowało ponad 5 tysięcy ludzi, z których ponad 70% stanowią ludzie młodzi, w przedziale wiekowym 18–30 lat.
10 października 2008 w Parku zarejestrowanych było 58 firm i 8 projektów biznesowych.
Według wyników pierwszego półrocza 2008 roku, eksport usług rezydentów Parku w porównaniu z analogicznym okresem roku 2007 powiększył się ponad dwukrotnie. Eksport usług w dziedzinie zabezpieczeń informatycznych w tym czasie wyniósł 43,5 mln $ (87% całkowitej produkcji). Rezydenci Parku otrzymują zamówienia od firm z 35 krajów. W pierwszym półroczu w Parku stworzono 717 nowych miejsc pracy.
W 2009 roku na bazie Parku planowane jest otwarcie białorusko-indyjskiego centrum naukowego w dziedzinie wysokich technologii. Oczekuje się, że będą w nim podnosić kwalifikacje informatycy, nauczyciele i wykładowcy informatyki. Przewidziane są także staże w Indiach.